# Rifugio Luigi Albani
Il rifugio Luigi Albani è un rifugio situato nel comune di Colere (BG), in Valle di Scalve, nelle Prealpi Orobie, a 1.939 m s.l.m.

## Storia
Il rifugio è stato costruito ed inaugurato nel 1967.

## Caratteristiche e informazioni
Il rifugio è di proprietà della sezione di Bergamo del Club Alpino Italiano. Ha una capienza di circa 70 posti letto ed è aperto in modo continuativo dal 10 giugno al 10 settembre, mentre per il resto dell'anno è aperto solamente nei giorni festivi e prefestivi e in prossimità delle festività comandate.
Il rifugio è in posizione ideale per alcune gite scialpinistiche in zona, nonché per affrontare le difficilissime vie di arrampicata sulla parete settentrionale della Presolana. Più facile, ma non meno suggestiva è la via ferrata del Passo della Porta che permette di raggiungere il versante meridionale della montagna lungo cui sale la via normale alla vetta.

## Accessi
Dall'abitato di Colere segnavia n. 403 percorribile in 2,30 h oppure n. 402, attraverso i piani di Vione, in 3 ore.
In alternativa da Teveno in 2,30h passando per Malga Polzone

## Ascensioni
- Pizzo della Presolana (2.521 m) - ascensioni molto impegnative sulla parete settentrionale, dal IV al IX
- Monte Ferrante (2427 m) difficoltà E per la via normale.

## Traversate
Il rifugio è raggiungibile anche dalle Baite del Möschel (Valzurio), segnavia n. 311 percorribile in circa 2,30 h.
Il rifugio è la meta della 7ª tappa del Sentiero delle Orobie Orientali, dal rifugio Antonio Curò, segnavia n. 304 percorribile in 4,30 h. Da qui si prosegue alla volta del Passo della Presolana (8ª e ultima tappa) tramite il sentiero con via ferrata n. 316 in circa 5 h.

## Curiosità
In inverno il rifugio è raggiungibile dagli sciatori delle piste di Colere percorrendo un breve e facile tratto di fuoripista.
Da luglio a settembre è possibile inoltre usufruire degli impianti di risalita fino a Cima Bianca (m 2.000), da cui si raggiunge il rifugio in circa 20 minuti a piedi durante l'estate mentre 5 minuti d'inverno con gli sci.